# Liste der Naturdenkmale in Katzenelnbogen
Die Liste der Naturdenkmale in Katzenelnbogen nennt die im Gemeindegebiet von Katzenelnbogen ausgewiesenen Naturdenkmale (Stand 20. Mai 2024).

## Naturdenkmale
| Nr.         | Bezeichnung                           | Lage                                            | Beschreibung                                                                   | Bild                                    |
| ----------- | ------------------------------------- | ----------------------------------------------- | ------------------------------------------------------------------------------ | --------------------------------------- |
| ND-7141-415 | Zusammengewachsene Eiche und Rotbuche | nordöstlich der Stadt; Abteilung Eselspfad Lage | Quercus sp. und Fagus sylvatica, ca. 30 m hoch, gemeinsamer Durchmesser 0,97 m | Direkt Bild zu diesem Denkmal hochladen |

## Ehemalige Naturdenkmale
| Nr. | Bezeichnung | Lage                                     | Beschreibung                                      | Bild                                    |
| --- | ----------- | ---------------------------------------- | ------------------------------------------------- | --------------------------------------- |
|     | Dicke Buche | westlich der Stadt; Abteilung Horst Lage | Fagus sylvatica; Rechtsverordnung 2013 aufgehoben | Direkt Bild zu diesem Denkmal hochladen |